# Центральний район (Херсон)
Центра́льний райо́н — найстаріший адміністративний район міста Херсона, в межах якого розташований історичний центр міста. До складу Центрального району входять: Млини, мікрорайони Таврійський, Північний та Степанівка.

## Історія
4 січня 1965 року в місті Херсоні утворений район під первинною назвою Суво́ровський.

### Перейменування
29 грудня 2022 року керівник Херсонської міської військової адміністрації Галина Лугова на звернення громадського активіста та декомунізатора Вадима Подзнякова повідомила, що перейменування Суворовського району в деокупованому Херсоні в рамках дерусифікації в Україні тимчасово не відбудеться через складну військову ситуацію та обстріли міста.
У жовтні 2023 року в Херсоні завершились громадські обговорення щодо перейменування об'єктів топоніміки. Участь в обговоренні взяли 2397 жителів громади різних вікових категорій. За повідомленням Херсонської міської ради, для обговорення було запропоновано 17 вулиць, скверів та провулків, а також нову назву району.
16 жовтня 2023 року, відповідно до розпорядження начальника Херсонської міської військової адміністрації Романа Мрочка, Суворовський район міста Херсона перейменовано у Центральний.

## Населення

### Мовний склад
Рідна мова населення за даними перепису 2001 року:
| Мова       | Чисельність, осіб | Доля     |
| ---------- | ----------------- | -------- |
| Українська | 68 173            | 54,08 %  |
| Російська  | 56 302            | 44,66 %  |
| Інше       | 1 589             | 1,26 %   |
| Разом      | 126 064           | 100,00 % |

## Економіка
Херсонський морський торговельний порт є найважливішим містоутворюючим та бюджетонаповнювальним підприємством Центрального району та всього міста.